# Gemeentebelangen Bronckhorst
Gemeentebelangen Bronckhorst (GBB) is een lokale politieke partij in de Nederlandse gemeente Bronckhorst.

## Geschiedenis
De partij is in 2010 opgericht door Evert Blaauw, die toen voor de VVD in de gemeenteraad zat. Tijdens de gemeenteraadsverkiezingen van 2010 kwam de partij op eigen kracht met 1 zetel in de gemeenteraad. Tijdens de verkiezingen van 2014 en 2018 groeide de partij naar respectievelijk 4 en 6 zetels.
In 2018 groeide GBB uit tot de tweede partij van de gemeente Bronckhorst en ging de partij voor het eerst meebesturen. Tijdens de onderhandelingen viel grootste partij CDA buiten de boot en vormde Gemeentebelangen Bronckhorst een gemeentebestuur bestaande uit VVD en GroenLinks. Na de verkiezingen van 2022 werd de partij met 8 zetels in de gemeenteraad de grootste partij van de gemeente en vormde een coalitie met CDA en PvdA. Vanwege onenigheid over de mogelijke komst van grote windmolens in de gemeente bracht de partij de coalitie in januari 2025 ten val. CDA en PvdA vormden daarop een coalitie met VVD en D66, waardoor Gemeentebelangen in de oppositie terecht kwam. 